# دانشگاه علوم پزشکی کرمان
دانشگاه علوم پزشکی کرمان دانشگاهی در شهر کرمان به همراه یک پردیس بعنوان دانشکده پرستاری در شهر زرند است. علاوه بر فعالیت‌های آموزشی، پژوهشی و فناوری، امور مربوط به بهداشت و درمان در چندین شهرستان استان کرمان (کرمان، ارزوئیه، بافت، بردسیر، رابر، راور، زرند، شهربابک، کوهبنان) زیر نظر دانشگاه علوم پزشکی کرمان قرار دارد. این دانشگاه ششمین دانشگاه از نظر بزرگی در بین ۶۵ دانشگاه علوم پزشکی ایران و از دانشگاه های علوم پزشکی تیپ یک ایران است.

## تاریخچه
تاریخ تأسیس دانشگاه علوم پزشکی کرمان به سال ۱۳۵۶ برمی گردد. در این سال ۵۰ دانشجو در رشته پزشکی مشغول به تحصیل شدند. در آن زمان دانشگاه کرمان در محل موقوفه نوریه دایر بود. سال ۵۹ دانشجویانی در رشته پرستاری نیز به جمع دانشجویان دانشگاه کرمان اضافه گردید البته ذکر این نکته ضروری است که پذیرش اولین دوره دانشجویان پرستاری با جذب ۱۸ دانشجو توسط اداره کل بهداری استان کرمان در سال ۱۳۴۱ صورت گرفته‌است نهایتاً اینکه از سال ۱۳۵۹ رشد و گسترش دانشگاه علوم پزشکی کرمان شروع گردیده‌است، بطوری‌که در سال ۱۳۶۲ بعد از بازگشایی مجدد دانشگاه‌ها پس از انقلاب فرهنگی اولین گروه دانشجویان کاردانی بهداشت کاران دهان و دندان مشغول به تحصیل شدند و در سال ۱۳۶۳ دانشکده بهداشت پایه‌گذاری شد.
به تدریج در سال‌های ۶۴ و ۶۵ دانشگاه علوم پزشکی و خدمات بهداشتی درمانی استان کرمان با جداشدن رشته‌های پیراپزشکی و پزشکی از دانشگاه شهید باهنر کرمان و ادغام با اداره کل بهداری سابق به صورت مستقل ادامه فعالیت داد. دانشگاه علوم پزشکی کرمان با تلاش پرسنل و مدیران خود و با همت خیر گرانقدر مرحوم مهندس علیرضا افضلی‌پور که نقش بسزایی در ایجاد و توسعه دانشگاه داشتند، توانست در کنار ۸ دانشگاه دیگر که سال‌ها قبل از انقلاب تأسیس شده‌اند جزء دانشگاه‌های مادر و تیپ ۱ قرارگیرند.
در آخرین رده‌بندی انجام شده توسط وزارت بهداشت درمان و آموزش پزشکی دانشگاه علوم پزشکی کرمان در حیطه آموزشی رتبه پنجم و از نظر پژوهشی رتبه هشتم را در بین ۶۵ دانشگاه علوم پزشکی کشور کسب نموده‌است. بر اساس مصوبه اردیبهشت ۱۳۹۴ شورایعالی انقلاب فرهنگی و آمایش سرزمینی آموزش عالی سلامت در ایران دانشگاه علوم پزشکی کرمان همراه با دانشگاه‌های علوم پزشکی زاهدان، رفسنجان، زابل، بم، جیرفت و ایرانشهر در منطقه آمایشی هشتم کشور قرار داشته و ریاست دانشگاه سرپرست منطقه آمایشی هشت کشور شناخته می‌شود. کرمان همچنین یکی از سه قطب پیوند اعضا در ایران است.

## کارمندان مدیریتی
| سمت                                    | نام                      |
| سرپرست                                 | دکتر مرتضی هاشمیان       |
| معاون آموزشی                           | دکتر رضا ملک پور افشار   |
| معاون درمان                            | دکتر شهراد تاج الدینی    |
| معاون بهداشتی                          | دکتر وحیدرضا برهانی نژاد |
| معاون غذا و دارو                       | دکتر علی اسدی پور        |
| معاون تحقیقات و فناوری                 | دکتر حمید شریفی          |
| معاون فرهنگی و دانشجویی                | دکتر مصطفی یزدانی        |
| معاون توسعه،مدیریت منابع و برنامه ریزی | دکتر سید میثم موسوی      |

## دانشکده‌ها
این دانشگاه شامل ۹ دانشکده به شرح ذیل می‌باشد: 
- دانشکده پزشکی
- دانشکده دندانپزشکی
- دانشکده داروسازی
- دانشکده پیراپزشکی
- دانشکده بهداشت
- دانشکده پرستاری و مامایی رازی
- دانشکده مدیریت و اطلاع‌رسانی پزشکی
- دانشکده طب ایرانی
- دانشکده پرستاری زرند
- دانشکده سلامت بافت

## مراکز آموزشی درمانی
- بیمارستان افضلی پور
- بیمارستان شفا
- بیمارستان شهید باهنر
- بیمارستان شهید بهشتی

## تعدادی از مراکز تحقیقاتی مهم
- پژوهشکده آینده پژوهی در سلامت
- مرکز تحقیقات علوم اعصاب
- مرکز تحقیقات فیزیولوژی
- مرکز تحقیقات لیشمانیوز
- مرکز تحقیقات فارماسیوتیکس
- مرکز تحقیقات بیماری هیداتید
- مرکز تحقیقات انفورماتیک پزشکی
- مرکز نوآوری سلول‌ های بنیادی و پزشکی بازساختی
- مرکز تحقیقات بیماری‌های دهان و دندان

## روسا
- دکتر مهدی بازرگان هرندی
- دکتر رضا رضائی طاهری
- دکتر ایرج شریفی
- دکتر حسن ضیاالدینی
- دکتر منصور نصیری کاشانی
- دکتر محمد جواد زاهدی
- دکتر عبدالرضا صباحی
- دکتر علی اکبر حقدوست
- دکتر حمیدرضا رشیدی نژاد
- دکتر مهدی احمدی نژاد